# 마크 포이어스틴
마크 포이어스틴(Mark Feuerstein, 1971년 6월 8일 ~ )은 미국의 배우이다.

## 출연 작품

### 영화
- 왓 위민 원트 (2000)
- 디파이언스 (2008) - 이삭 말빈 역
- 메도우랜드 (2015, Meadowland)
- Larry Gaye: Renegade Male Flight Attendant (2017) - 래리 게이 역 (제작 겸임)
- Babysplitters (2019)

### 텔레비전
- 섹스 앤 더 시티 (1999)
- 웨스트 윙 (2001-05)
- 로열 페인스 (2009-16)
- 프리즌 브레이크 (2017)
- 베이비시터 클럽 (2020-21)